# Asimptota
Asimptota, približevalnica je v matematiki krivulja (ali še pogosteje premica), ki se v neskončnosti približuje drugi krivulji, ne da bi jo dosegla. Značilne funkcije, ki imajo asimptote, so racionalne funkcije, hiperbole in druge.
1. ↑  https://www.dlib.si/stream/URN:NBN:SI:DOC-VQX2XN0D/1a9da6c1-c9b3-43a2-8532-c082434dde63/PDF